# 宇都宮市立豊郷中学校

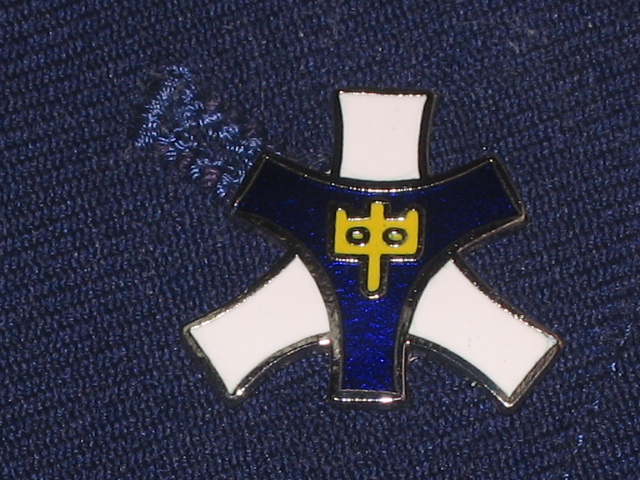
校章

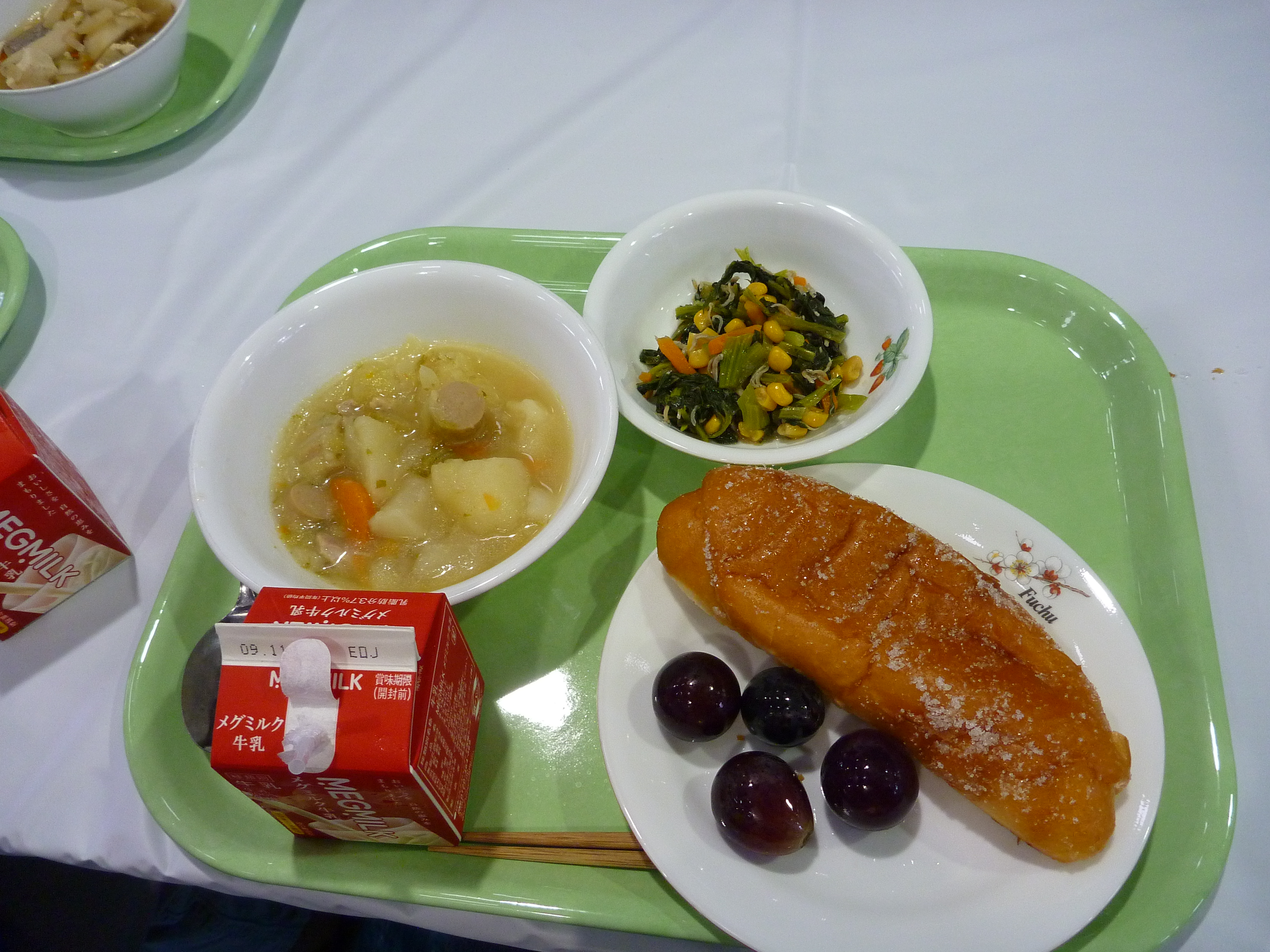
給食の様子

宇都宮市立豊郷中学校（うつのみやしりつとよさとちゅうがっこう）は栃木県宇都宮市にある公立中学校。略称は豊中。

## 学校情報
学校所在地
〒321-0975　栃木県宇都宮市関堀町350

## 沿革

### 経緯
1947年4月に栃木県河内郡豊郷村に設立され、1954年の市町村合併に伴い現在の校名に変更された。

### 年表
- 1947年（昭和22年）4月28日 - 豊郷村立豊郷中学校として設立する。
- 1949年（昭和24年）12月25日 - 木造2階建て新校舎が落成する。
- 1954年（昭和29年）11月1日 - 市町村合併により宇都宮市立豊郷中学校となる。
- 1957年（昭和32年）2月11日 - 校歌を制定する。
- 1961年（昭和36年）10月17日 - 校旗を樹立する。
- 1970年（昭和45年）6月30日 - プールが完成する。
- 1979年（昭和54年）1月31日 - 旧校舎を撤去する。
- 1980年（昭和55年）7月7日 - 新校舎が落成、記念式典を挙行する。
- 1984年（昭和59年）10月9日 - プレハブ校舎が完成する。
- 1987年（昭和62年）4月1日 - 新標準服、運動ジャージ制定
- 1987年（昭和62年）10月20日 - 文部省指定学習指導公開研究発表会を開催する。
- 1987年（昭和62年）11月1日 - スクールマークを制定する。
- 1989年（平成元年）7月18日 - 新体育館が完成、校舎の増改築が完了する。
- 2003年（平成15年）4月1日 - 新体育着採用
- 2005年（平成17年）11月18日 - 関東ブロック英語研究大会を開催する。

## 教育方針
- 教育目標
  - 心身ともに健康で気力あふれる生徒
  - 自主的に学び創造性にとむ生徒
  - 思いやりがあり心豊かな生徒
  - 勤労と責任を重んじ実践力のある生徒
- 私たちの目標
  - 心身を鍛える生徒
  - 自主的に学ぶ生徒
  - 思いやりのある生徒
  - 最後までやりぬく生徒

## 学校行事
学年共通行事
- 入学式
- 体育祭
- 文化祭
- 卒業式

第1学年行事
- 冒険活動

第2学年行事
- 宮っ子チャレンジウィーク
- スキー教室

第3学年行事
- 修学旅行

## 生徒会活動
| 生徒会 - 執行部 - 選挙管理委員会 - 生徒会誌編集委員会 | 専門委員会 - 中央委員会 - 図書委員会 - 美化緑化委員会 - 給食委員会 - 保健体育委員会 - 安全委員会（少年消防クラブ） - 放送委員会 - 福祉ボランティア委員会 | その他委員会 - 体育祭実行委員会 - 文化祭実行委員会 - 宮チャレ実行委員会 - 修学旅行実行委員会 |

## 部活動
- 野球
- サッカー
- バレーボール（女子）
- 剣道
- 弓道
- 卓球
- バスケットボール
- ソフトテニス
- 陸上競技
- 吹奏楽
- 美術
- 家庭
- 柔道クラブ

## 制服（標準服）
- 1947年から1987年度まで
男子は、黒の学生服、女子は黒のダブルのブレザータイプ。

- 1987年度以降
  - 冬用制服は、男女ともに紺色のブレザー
    - 男子は、紅色のネクタイ、グレーを強調したスラックス。スラックスの下は、紺校章入の短パン着用。
    - 女子は、紅色のリボン、グレーを強調したスカート、ベストを着用。

  - 夏用制服は、男子は半袖ワイシャツ、冬服のネクタイを除いたもの、女子はワイシャツ型丸えり、冬服のリボンを除いたものを着用する。

## 通学学区
宇都宮市
- 岩曽町の一部[3]
- 岩本町
- 海道町
- 川俣町

- 瓦谷町
- 下川俣町
- 関堀町
- 長岡町の一部
  - 山本町
  - 八幡台の一部
  - 横山町
  - 横山1-3丁目

- 豊郷台1-3丁目
- 富士見が丘1-4丁目
- 山本1丁目の一部、2丁目
- 上大塚町の一部

## 進学前小学校
- 宇都宮市立豊郷中央小学校
- 宇都宮市立豊郷北小学校
- 宇都宮市立海道小学校

## 交通
- 関東バス駒生営業所61・62番 今里・玉生・グリーンタウン方面行：豊郷中学校前下車すぐ

## 著名出身者
- 小堀空 - サッカー選手（栃木SC）[4]